# Quercus lineata
Quercus lineata är en bokväxtart som beskrevs av Carl Ludwig von Blume. Quercus lineata ingår i släktet ekar, och familjen bokväxter. Inga underarter finns listade.